# 三井砂川炭鉱

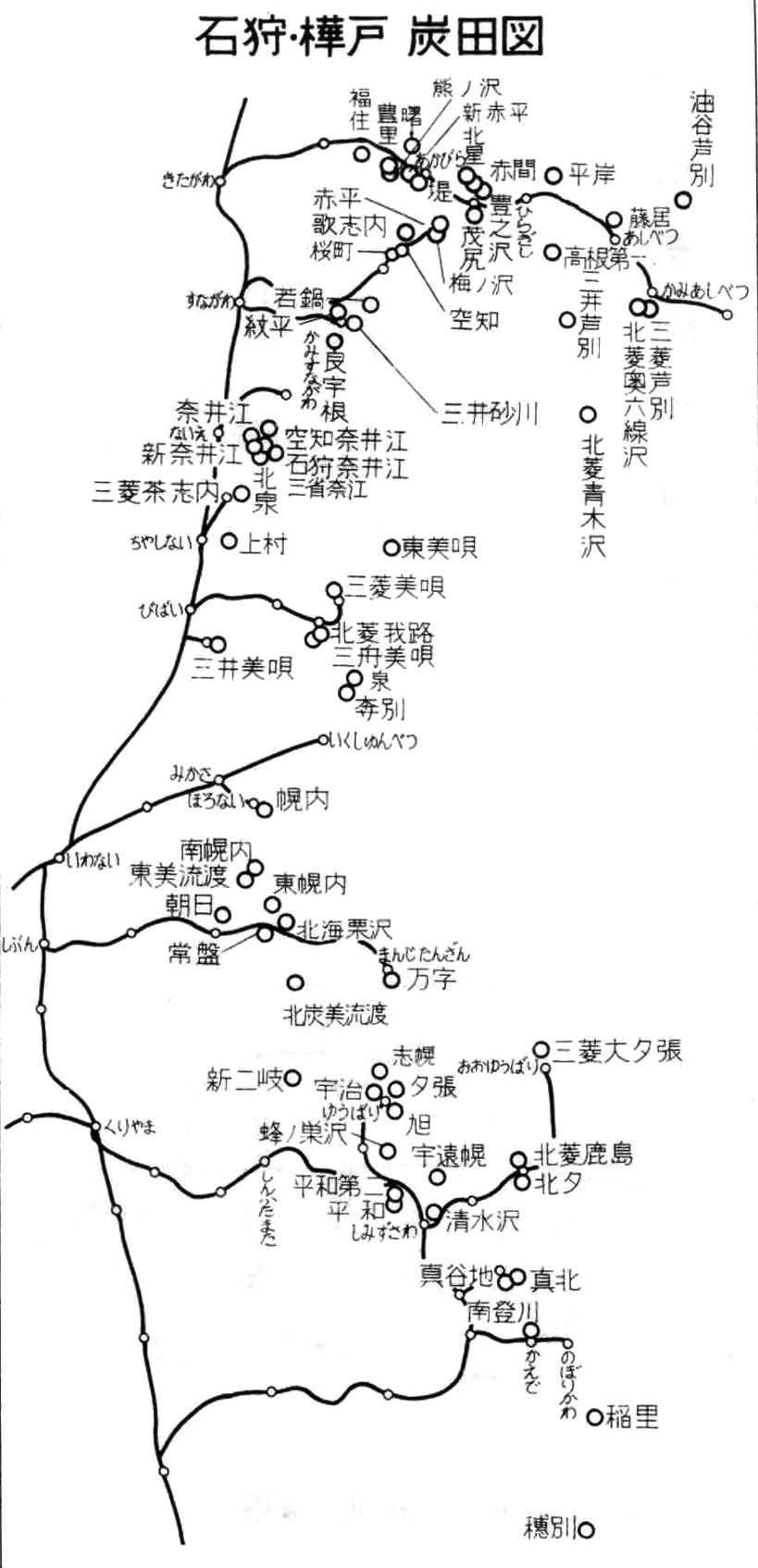
1964年の炭鉱地図

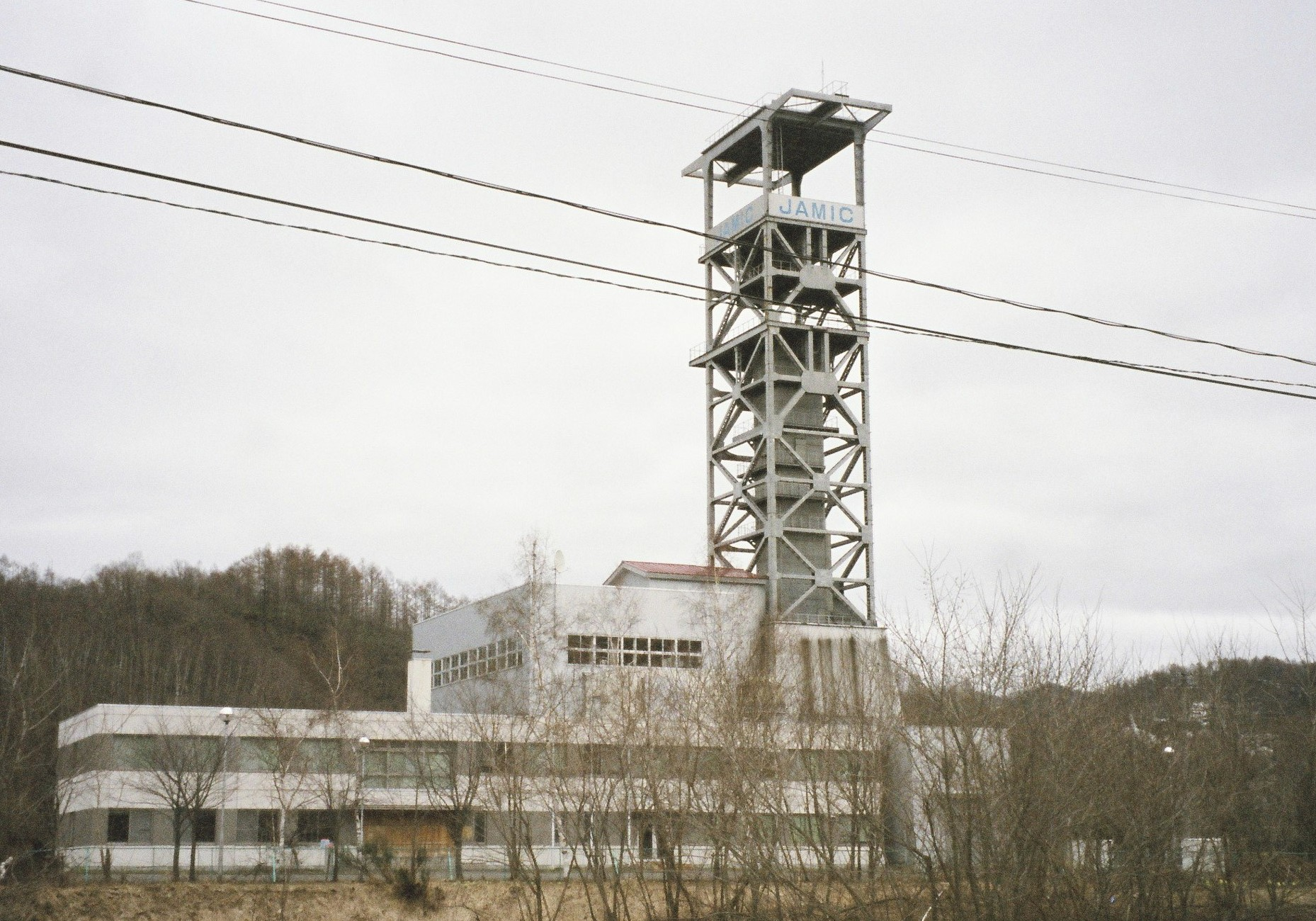
旧三井砂川炭鉱中央立坑櫓。閉山後は地下無重力実験施設として使用された（2006年5月撮影）

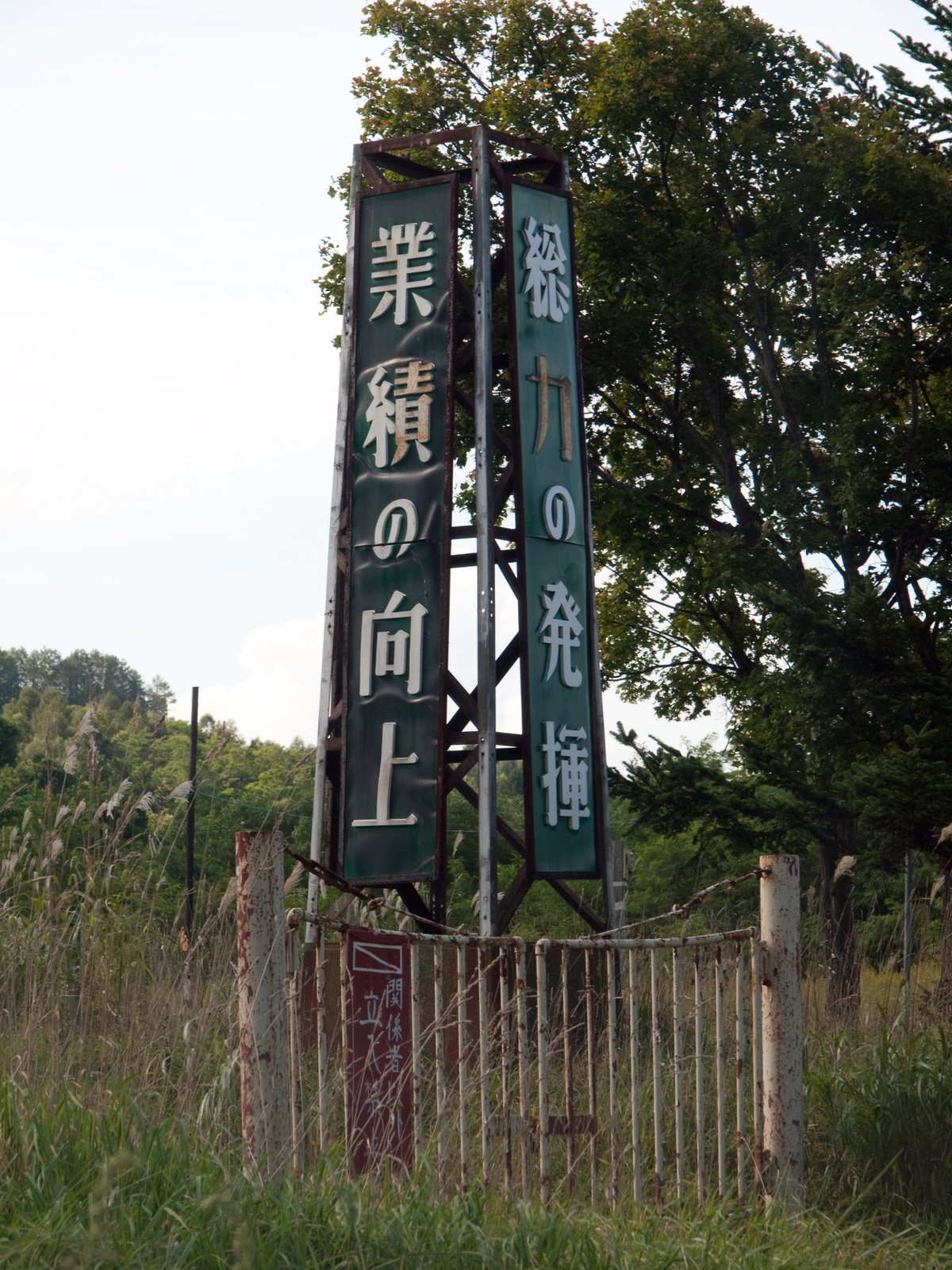
「総力の発揮／業績の向上」と書かれた三井砂川炭鉱の標語塔（2009年9月撮影）

三井砂川炭鉱（みついすながわたんこう）とは、北海道空知郡上砂川町に存在した炭鉱。閉山時の正式名称は三井石炭鉱業株式会社砂川鉱業所。最盛期には多くの坑口を持ち、北海道の三井系炭鉱では主力級の炭鉱だった。1960年代からは大深度からの採炭を進めて生産性の向上に努めたが、1987年に閉山した。

## 歴史
- 1887年（明治20年） - 北海道庁技師の坂市太郎、山内徳三郎により石炭層発見
- 1896年（明治29年） - 北海道炭礦鉄道により、上砂川地区初めての炭鉱が開坑（のちに三井鉱山により買収される）
- 1896年（明治29年） - 三井鉱山合名会社により、上砂川地区の本格的な炭田調査が開始される
- 1911年（明治44年） - 上砂川地区の鉱業所創設に備え、三井鉱山株式会社が設立される
- 1914年（大正3年） - 三井鉱山により砂川鉱業所創設、大規模な開発がはじまる
- 1918年（大正7年） - 上砂川地区で生産された石炭を運搬するため、砂川－上砂川間に鉄道敷設（のちの函館本線上砂川支線）
- 1936年（昭和11年）1月14日 - ガス爆発事故が発生、死者・行方不明者21人[1]
- 1940年（昭和15年） - 日中戦争の軍需需要により、約160万トンの年間採炭量を記録する
- 1949年（昭和24年） - 砂川町（現：砂川市）と歌志内町（現：歌志内市）の一部が分離独立し、上砂川町開町
- 1953年（昭和28年） - 第一立坑櫓建設
- 1958年（昭和33年）6月9日 - 第2坑でガス爆発事故が発生。死者10人、重軽傷者3人[2]。
- 1964年（昭和39年） - 日本初の本格的な水力採炭を一部で開始
- 1967年（昭和42年） - 中央立坑櫓建設（後に地下無重力実験施設に転用される）
- 1970年（昭和45年）12月15日 - ガス爆発事故が発生し死者・行方不明者19名[3]（後述の3人を含む）。爆発後に発生した坑内火災が収まらなかったため、同月18日、行方不明者3人を残したまま坑口の密閉処理を決定した[4]
- 1973年（昭和48年） - 三井鉱山から石炭部門が分離独立し、三井石炭鉱業株式会社が設立される
- 1974年（昭和49年） - ガス爆発事故が発生し15名死亡
- 1974年（昭和49年） - 露天掘り開始
- 1974年（昭和49年）11月8日 - 火薬取扱所から発破用のダイナマイト75本、雷管15個が盗難にあう[5]。
- 1981年（昭和56年）6月 - 崩落事故が発生し1名死亡[6]
- 1987年（昭和62年）7月14日 - 砂川鉱業所閉山[7][8]
- 1991年（平成3年） - 財団法人宇宙環境利用推進センターによる地下無重力実験センターが開設される[9][10]
- 1994年（平成6年） - 函館本線上砂川支線廃止
- 2003年（平成15年） - 地下無重力実験センター閉鎖[11]、第一立坑櫓撤去（中央立坑櫓は現存）

## スポーツ
三井砂川鉱業所の「運動会」は1922年（大正11年）に第1回が行われ、中断をはさみながら戦後まで継続して行われた。鉱業所の年中行事では最大の、家族を含めて全員参加の行事であった。「運動会」には大衆的・親睦会的な「一般種目」と、陸上競技などの「選手競技」があり、大衆的なレクリエーションと高度なスポーツ的活動の両側面があった。「一町一企業」という特殊事情はあるが、企業内のスポーツ活動が、上砂川町の町民全体がスポーツに親しむ環境を作ったという評価もある。
「運動会」の職場対抗競技は、初期には過熱のあまり職場間の対立に至り、一時停止されたこともあるというが、対外試合や応援団の組織と華やかな応援合戦などを通して「三井砂川」の一員としての意識を高める効果があったという。1935年に赴任した鉱業所次長の久留貞次郎はスポーツ振興に力を入れ、ベルリンオリンピック金メダリストの田島直人や、橋川雄一（走高跳）、ベルリンオリンピック出場の青地球磨男（中距離走）など大学陸上部出身者が配属された。なお、大学陸上部出身者の「運動会」への出場は制限され、記録や指導にあたっていたという。
戦争下の1944年（昭和19年）・1945年（昭和20年）は運動会も中断されたが、1946年（昭和21年）に戦後第一回の「大運動会」が、会社や労働組合・職員組合などの代表者会議による企画運営で開催された。トラック・フィールド種目の「選手競技」も選手権大会並に充実していた。「大運動会」は1959年（昭和34年）から10年間の中断を経て（中断の理由は不明。なお各町内ごとに小規模な「運動会」は開催されていたという）、1969年（昭和44年）に復活したが、町内対抗のレクリエーション的な性格のものとなっている。鉱業所全体の行事としての「大運動会」は1976年（昭和51年）まで継続されたとみられる。

## 地下無重力実験施設
閉山後、立坑と立坑櫓を利用した地下無重力実験施設（財団法人宇宙環境利用推進センター）の誘致に成功。施設では、700m以上の落差を利用した無重力（微小重力）実験が繰り返し行われた。落下実験はカプセルを櫓の上から落下させるものだった。
1回当たりの経費は200万円以上でスペースシャトル等を利用するよりは安価であるが理解が得られず、また、実験結果を工業・商業的に応用することが難しいなどの状況から利用率は低迷し、2003年に閉鎖された。
閉鎖後、宇宙開発の実験場としての貢献から、後に小惑星イトカワのクレーターのひとつに上砂川（Kamisunagawa）の名が用いられることとなった。